# Lorenzo Bianchetti
Lorenzo Bianchetti (Bologna, 12 settembre 1545 – Roma, 12 marzo 1612) è stato un cardinale italiano.

## Biografia
Nacque il 12 settembre 1545 a Bologna da Cesare Bianchetti e Maddalena Castelli.
Nato da una nobile famiglia bolognese, il fratello Lodovico fu maestro di camera di papa Gregorio XIII. Lorenzo, dopo aver completato gli studi in legge presso l'Università di Bologna, fu prima relatore della Sacra Consulta, poi auditore della Sacra Rota per ben venticinque anni.
Accompagnò Ippolito Aldobrandini con la sua legazione a Cracovia e Enrico Caetani con la legazione in Francia.
Fu creato cardinale da papa Clemente VIII nel concistoro del 5 giugno 1596.
Partecipò al conclave del marzo 1605 che elesse papa Leone XI e a quello del maggio 1605 che elesse papa Paolo V.
Morì il 12 marzo 1612 all'età di 66 anni e fu sepolto nella Chiesa del Gesù a Roma.